# Plavání na Letních olympijských hrách 2024
Plavání na Letních olympijských hrách 2024 v Paříži se konalo od 27. července do 4. srpna 2024 (bazén) a od 8. do 9. srpna 2024 (otevřená voda).

## Závodní tratě
Stejně jako na Letních olympijských hrách 2020 v roce 2021 v Tokiu bylo zařazeno na program Her celkem 37 plaveckých disciplín.
- 50 m, 100 m, 200 m, 400 m, 800 m a 1500 m volný způsob (muži, ženy)
- 100 m a 200 m znak (muži, ženy)
- 100 m a 200 m prsa (muži, ženy)
- 100 m a 200 m motýl (muži, ženy)
- 200 m a 400 m individuální polohový závod (muži, ženy)
- 10 km dálkové plavání (muži, ženy)
- štafety na 4 × 100 m a 4 × 200 m volný způsob a 4 × 100 m polohový závod (muži, ženy)
- smíšená štafeta na 4 × 100 m polohový závod

## Medailisté

### Muži
| Kategorie                | Zlato | Zlato     | Stříbro | Stříbro   | Bronz | Bronz          |
| ------------------------ | --- | --------- | --- | --------- | --- | -------------- |
| 50 m volný způsob        | Cameron McEvoy · Austrálie (AUS) | 21,25     | Ben Proud · Velká Británie (GBR) | 21,30     | Florent Manaudou · Francie (FRA) | 21,56          |
| 100 m volný způsob       | Pchan Ča-le · Čína (CHN) | 46,40     | Kyle Chalmers · Austrálie (AUS) | 47,48     | David Popovici · Rumunsko (ROM) | 47,49          |
| 200 m volný způsob       | David Popovici · Rumunsko (ROM) | 1:44,72   | Matthew Richards · Velká Británie (GBR) | 1:44,74   | Luke Hobson · Spojené státy americké (USA) | 1:44,79        |
| 400 m volný způsob       | Lukas Märtens · Německo (GER) | 3:41,78   | Elijah Winnington · Austrálie (AUS) | 3:42,21   | Kim U-min · Jižní Korea (KOR) | 3:42,50        |
| 800 m volný způsob       | Daniel Wiffen · Irsko (IRL) | 7:38,19   | Bobby Finke · Spojené státy americké (USA) | 7:38,75   | Gregorio Paltrinieri · Itálie (ITA) | 7:39,38        |
| 1 500 m volný způsob     | Bobby Finke · Spojené státy americké (USA) | 14:30,67  | Gregorio Paltrinieri · Itálie (ITA) | 14:34,55  | Daniel Wiffen · Irsko (IRL) | 14:39,63       |
| 100 m znak               | Thomas Ceccon · Itálie (ITA) | 52,00     | Sü Ťia-jü · Čína (CHN) | 52,32     | Ryan Murphy · Spojené státy americké (USA) | 52,39          |
| 200 m znak               | Hubert Kós · Maďarsko (HUN) | 1:54,26   | Apostolos Christou · Řecko (GRE) | 1:54,82   | Roman Mityukov · Švýcarsko (SUI) | 1:54,85        |
| 100 m prsa               | Nicolò Martinenghi · Itálie (ITA) | 59,03     | Adam Peaty · Velká Británie (GBR) Nic Fink · Spojené státy americké (USA) | 59,05     | Nebyla udělena | Nebyla udělena |
| 200 m prsa               | Léon Marchand · Francie (FRA) | 2:05,85   | Zac Stubblety-Cook · Austrálie (AUS) | 2:06,79   | Caspar Corbeau · Nizozemsko (NED) | 2:07,90        |
| 100 m motýlek            | Kristóf Milák · Maďarsko (HUN) | 49,90     | Joshua Liendo · Kanada (CAN) | 49,99     | Ilya Kharun · Kanada (CAN) | 50,45          |
| 200 m motýlek            | Léon Marchand · Francie (FRA) | 1:51,21   | Kristóf Milák · Maďarsko (HUN) | 1:51,75   | Ilya Kharun · Kanada (CAN) | 1:52,80        |
| 200 m polohový závod     | Léon Marchand · Francie (FRA) | 1:54,06   | Duncan Scott · Velká Británie (GBR) | 1:55,31   | Wang Šun · Čína (CHN) | 1:56,00        |
| 400 m polohový závod     | Léon Marchand · Francie (FRA) | 4:02,95   | Tomojuki Macušita · Japonsko (JPN) | 4:08,62   | Carson Foster · Spojené státy americké (USA) | 4:08,66        |
| 4 × 100 m volný způsob   | Spojené státy americké · Jack Alexy (47,67) · Chris Guiliano (47,33) · Hunter Armstrong (46,75) · Caeleb Dressel (47,53) · Ryan Held (rozplavba) · Matthew King (rozplavba) | 3:09,28   | Austrálie · Jack Cartwright (48,03) · Flynn Southam (48,00) · Kai Taylor (47,73) · Kyle Chalmers (46,59) · William Yang (rozplavba)                                                                           | 3:10,35   | Itálie · Alessandro Miressi (48,04) · Thomas Ceccon (47,44) · Paolo Conte Bonin (48,16) · Manuel Frigo (47,06) · Lorenzo Zazzeri (rozplavba) · Leonardo Deplano (rozplavba)        | 3:10,70        |
| 4 × 200 m volný způsob   | Velká Británie · James Guy (1:45,09) · Tom Dean (1:45,28) · Matt Richards (1:45,11) · Duncan Scott (1:43,95) · Jack McMillan (rozplavba) · Kieran Bird (rozplavba)          | 6:59,43   | Spojené státy americké · Luke Hobson (1:45,55) · Carson Foster (1:45,31) · Drew Kibler (1:45,12) · Kieran Smith (1:44,80) · Brooks Curry (rozplavba) · Blake Pieroni (rozplavba) · Chris Guiliano (rozplavba) | 7:00,78   | Austrálie · Maximillian Giuliani (1:45,99) · Flynn Southam (1:45,53) · Elijah Winnington (1:45,19) · Thomas Neill (1:45,27) · Kai Taylor (rozplavba) · Zac Incerti (rozplavba)     | 7:01,98        |
| 4 × 100 m polohový závod | Čína · Xu Jiayu (52,37) · Qin Haiyang (57,98) · Sun Jiajun (51,19) · Pan Zhanle (45,92) · Wang Changhao (rozplavba)                                                         | 3:27,46   | Spojené státy americké · Ryan Murphy (52,44) · Nic Fink (58,97) · Caeleb Dressel (49,41) · Hunter Armstrong (47,19) · Charlie Swanson (rozplavba) · Thomas Heilman (rozplavba) · Jack Alexy (rozplavba)       | 3:28,01   | Francie · Yohann Ndoye-Brouard (52,60) · Léon Marchand (58,62) · Maxime Grousset (49,57) · Florent Manaudou (47,59) · Clément Secchi (rozplavba) · Rafael Fente-Damers (rozplavba) | 3:28,38        |
| 10 km maratón            | Kristóf Rasovszky · Maďarsko (HUN) | 1:50:52,7 | Oliver Klemet · Německo (GER) | 1:50:54,8 | Dávid Betlehem · Maďarsko (HUN) | 1:51:09,0      |

### Ženy
| Kategorie                | Zlato | Zlato      | Stříbro | Stříbro    | Bronz | Bronz      |
| ------------------------ | --- | ---------- | --- | ---------- | --- | ---------- |
| 50 m volný způsob        | Sarah Sjöströmová · Švédsko (SWE) | 23,71      | Meg Harrisová · Austrálie (AUS) | 23,97      | Čang Jü-fej · Čína (CHN) | 24,20      |
| 100 m volný způsob       | Sarah Sjöströmová · Švédsko (SWE) | 52,16      | Torri Huskeová · Spojené státy americké (USA) | 52,29      | Siobhán Haugheyová · Hongkong (HKG) | 52,33      |
| 200 m volný způsob       | Mollie O'Callaghanová · Austrálie (AUS) | 1:53,27    | Ariarne Titmusová · Austrálie (AUS) | 1:53,83    | Siobhán Haugheyová · Hongkong (HKG) | 1:54,55    |
| 400 m volný způsob       | Ariarne Titmusová · Austrálie (AUS) | 3:57,49    | Summer McIntoshová · Kanada (CAN) | 3:58,37    | Katie Ledecká · Spojené státy americké (USA) | 4:00,86    |
| 800 m volný způsob       | Katie Ledecká · Spojené státy americké (USA) | 8:11,04    | Ariarne Titmusová · Austrálie (AUS) | 8:12,29    | Paige Maddenová · Spojené státy americké (USA) | 8:13,00    |
| 1500 m volný způsob      | Katie Ledecká · Spojené státy americké (USA) | 15:30,02   | Anastasiia Kirpichnikova · Francie (FRA) | 15:40,35   | Isabel Goseová · Německo (GER) | 15:41.16   |
| 100 m znak               | Kaylee McKeownová · Austrálie (AUS) | 57,33 , OC | Regan Smithová · Spojené státy americké (USA) | 57,66      | Katharine Berkoffová · Spojené státy americké (USA) | 57,98      |
| 200 m znak               | Kaylee McKeownová · Austrálie (AUS) | 2:03,73    | Regan Smithová · Spojené státy americké (USA) | 2:04,26    | Kylie Masseová · Kanada (CAN) | 2:05,57    |
| 100 m prsa               | Tatjana Smithová · Jihoafrická republika (RSA) | 1:05,28    | Čchien-tching Tchang · Čína (CHN) | 1:05,54    | Mona McSharryová · Irsko (IRL) | 1:05,59    |
| 200 m prsa               | Kate Douglassová · Spojené státy americké (USA) | 2:19,24    | Tatjana Smithová · Jihoafrická republika (RSA) | 2:19,60    | Tes Schoutenová · Nizozemsko (NED) | 2:21,05    |
| 100 m motýlek            | Torri Huskeová · Spojené státy americké (USA) | 55,59      | Gretchen Walshová · Spojené státy americké (USA) | 55,63      | Čang Jü-fej · Čína (CHN) | 56,21      |
| 200 m motýlek            | Summer McIntoshová · Kanada (CAN) | 2:03,03    | Regan Smithová · Spojené státy americké (USA) | 2:03,84    | Čang Jü-fej · Čína (CHN) | 2:05,09    |
| 200 m polohový závod     | Summer McIntoshová · Kanada (CAN) | 2:06,56    | Kate Douglassová · Spojené státy americké (USA) | 2:06,92    | Kaylee McKeownová · Austrálie (AUS) | 2:08,08    |
| 400 m polohový závod     | Summer McIntoshová · Kanada (CAN) | 4:27,71    | Katie Grimesová · Spojené státy americké (USA) | 4:33,40    | Emma Weyantová · Spojené státy americké (USA) | 4:34,93    |
| 4 × 100 m volný způsob   | Austrálie · Mollie O'Callaghanová (52,24) · Shayna Jacková (52,35) · Emma McKeonová (52,39) · Meg Harrisová (51,94) · Olivia Wunschová (rozplavba) · Bronte Campbellová (rozplavba)                                                 | 3:28,92    | Spojené státy americké · Kate Douglassová (52,98) · Gretchen Walshová (52,55) · Torri Huskeová (52,06) · Simone Manuelová (52,61) · Abbey Weitzeilová (rozplavba) · Erika Connollyová (rozplavba)                                  | 3:30,20 AM | Čína · Yang Junxuan (52,48) · Cheng Yujie (52,76) · Zhang Yufei (52,75) · Wu Qingfeng (52,31) · Yu Yiting (rozplavba)                                                        | 3:30,30 AS |
| 4 × 200 m volný způsob   | Austrálie · Mollie O'Callaghan (1:53,52) · Lani Pallister (1:55,61) · Brianna Throssell (1:56,00) · Ariarne Titmus (1:52,95) · Jamie Perkins (rozplavba) · Shayna Jack (rozplavba)                                                  | 7:38,08    | Spojené státy americké · Claire Weinstein (1:54,88) · Paige Madden (1:55,63) · Katie Ledecká (1:54,93) · Erin Gemmell (1:55,40) · Anna Peplowski (rozplavba) · Simone Manuel (rozplavba) · Alex Shackell (rozplavba)               | 7:40,86    | Čína · Yang Junxuan (1:54,52) · Li Bingjie (1:55,05) · Ge Chutong (1:57,45) · Liu Yaxin (1:55,32) · Tang Muhan (rozplavba) · Kong Yaqi (rozplavba)                           | 7:42,34    |
| 4 × 100 m polohový závod | Spojené státy americké · Regan Smith (57,28) · Lilly King (1:04,90) · Gretchen Walsh (55,03) · Torri Huske (52,42) · Katharine Berkoff (rozplavba) · Emma Weber (rozplavba) · Alex Shackell (rozplavba) · Kate Douglass (rozplavba) | 3:49,63    | Austrálie · Kaylee McKeownová (57,72) · Jenna Strauch (1:07,31) · Emma McKeon (56,25) · Mollie O'Callaghan (51,83) · Iona Anderson (rozplavba) · Ella Ramsay (rozplavba) · Alexandria Perkins (rozplavba) · Meg Harris (rozplavba) | 3:53,11    | Čína · Wan Letian (59,81) · Tang Qianting (1:05,79) · Zhang Yufei (55,52) · Yang Junxuan (52,11) · Wang Xue'er (rozplavba) · Yu Yiting (rozplavba) · Wu Qingfeng (rozplavba) | 3:53,23    |
| 10 km maratón            | Sharon van Rouwendaalová · Nizozemsko (NED) | 2:03:34,2  | Moesha Johnsonová · Austrálie (AUS) | 2:03:39,7  | Ginevra Taddeucciová · Itálie (ITA) | 2:03:42,8  |

### Mix
| Kategorie                | Zlato | Zlato   | Stříbro | Stříbro    | Bronz | Bronz      |
| ------------------------ | --- | ------- | --- | ---------- | --- | ---------- |
| 4 × 100 m polohový závod | Spojené státy americké · Ryan Murphy (52,08) · Nic Fink (58,29) · Gretchen Walsh (55,18) · Torri Huske (51,88) · Regan Smith (rozplavba) · Charlie Swanson (rozplavba) · Caeleb Dressel (rozplavba) · Abbey Weitzeil (rozplavba) | 3:37,43 | Čína · Xu Jiayu (52,13) · Qin Haiyang (57,82) · Zhang Yufei (55,64) · Yang Junxuan (51,96) · Tang Qianting (rozplavba) · Pan Zhanle (rozplavba) | 3:37,55 AS | Austrálie · Kaylee McKeownová (57,90) · Joshua Yong (58,43) · Matthew Temple (50,42) · Mollie O'Callaghan (52,01) · Iona Anderson (rozplavba) · Zac Stubblety-Cook (rozplavba) · Emma McKeon (rozplavba) · Kyle Chalmers (rozplavba) | 3:38,76 OC |

## Přehled medailí
| Pořadí | Země                   | Zlato | Stříbro | Bronz | Celkově |
| ------ | ---------------------- | ----- | ------- | ----- | ------- |
| 1.     | Spojené státy americké | 8     | 13      | 7     | 28      |
| 2.     | Austrálie              | 7     | 9       | 3     | 19      |
| 3.     | Francie                | 4     | 1       | 2     | 7       |
| 4.     | Kanada                 | 3     | 2       | 3     | 8       |
| 5.     | Maďarsko               | 3     | 1       | 1     | 5       |
| 6.     | Čína                   | 2     | 3       | 7     | 12      |
| 7.     | Itálie                 | 2     | 1       | 2     | 5       |
| 8.     | Švédsko                | 2     | 0       | 0     | 2       |
| 9.     | Velká Británie         | 1     | 4       | 0     | 5       |
| 10.    | Německo                | 1     | 1       | 1     | 3       |
| 11.    | Jihoafrická republika  | 1     | 1       | 0     | 2       |
| 12.    | Irsko                  | 1     | 0       | 2     | 3       |
| 12.    | Nizozemsko             | 1     | 0       | 2     | 3       |
| 14.    | Rumunsko               | 1     | 0       | 1     | 2       |
| 15.    | Japonsko               | 0     | 1       | 0     | 1       |
| 15.    | Řecko                  | 0     | 1       | 0     | 1       |
| 17.    | Hongkong               | 0     | 0       | 2     | 2       |
| 18.    | Jižní Korea            | 0     | 0       | 1     | 1       |
| 18.    | Švýcarsko              | 0     | 0       | 1     | 1       |
| celkem | celkem                 | 37    | 38      | 36    | 111     |